# Platypezidae
Famille
Les Platypezidae sont une famille de diptères brachycères.

## Liste des genres
Selon Catalogue of Life (1er mars 2013) :
- genre Agathomyia
- genre Bertamyia
- genre Bolopus
- genre Callomyia
- genre Calotarsa
- genre Grossoseta
- genre Lindneromyia
- genre Melanderomyia
- genre Metaclythia
- genre Microsania
- genre Pamelamyia
- genre Paraplatypeza
- genre Platypeza
- genre Platypezina
- genre Polyporivora
- genre Protoclythia
- genre Seri

Selon ITIS (1er mars 2013) :
- genre Agathomyia
- genre Bertamyia
- genre Callomyia
- genre Calotarsa
- genre Grossoseta
- genre Grossovena
- genre Melanderomyia
- genre Metaclythia
- genre Microsania
- genre Paraplatypeza
- genre Penesymmetrica
- genre Platypeza
- genre Platypezina
- genre Plesioclythia
- genre Polyporivora
- genre Protoclythia
- genre Seri
- genre Symmetricella